# Yuracaré
El Yuracaré (també yurakaré, yurakar, yuracar, yurucaré, yurujuré, yurujare) és una llengua amenaçada parlada al centre de Bolívia en els departaments de Cochabamba i Beni pels yuracarés.
A principis del segle XXI es registraven encara uns 2500 parlants. Aquesta xifra està declinant ràpidament a causa que els membres més joves de l'ètnia ja no estan aprenent la llengua.
La llengua yuracaré està documentada des de l'aparició d'una vella gramàtica manuscrita per de la Cova. La llengua ha estat analitzada més recentment per Rik van Gijn, i recentment es va publicar un diccionari bilingüe.

## Descripció lingüística

### Classificació

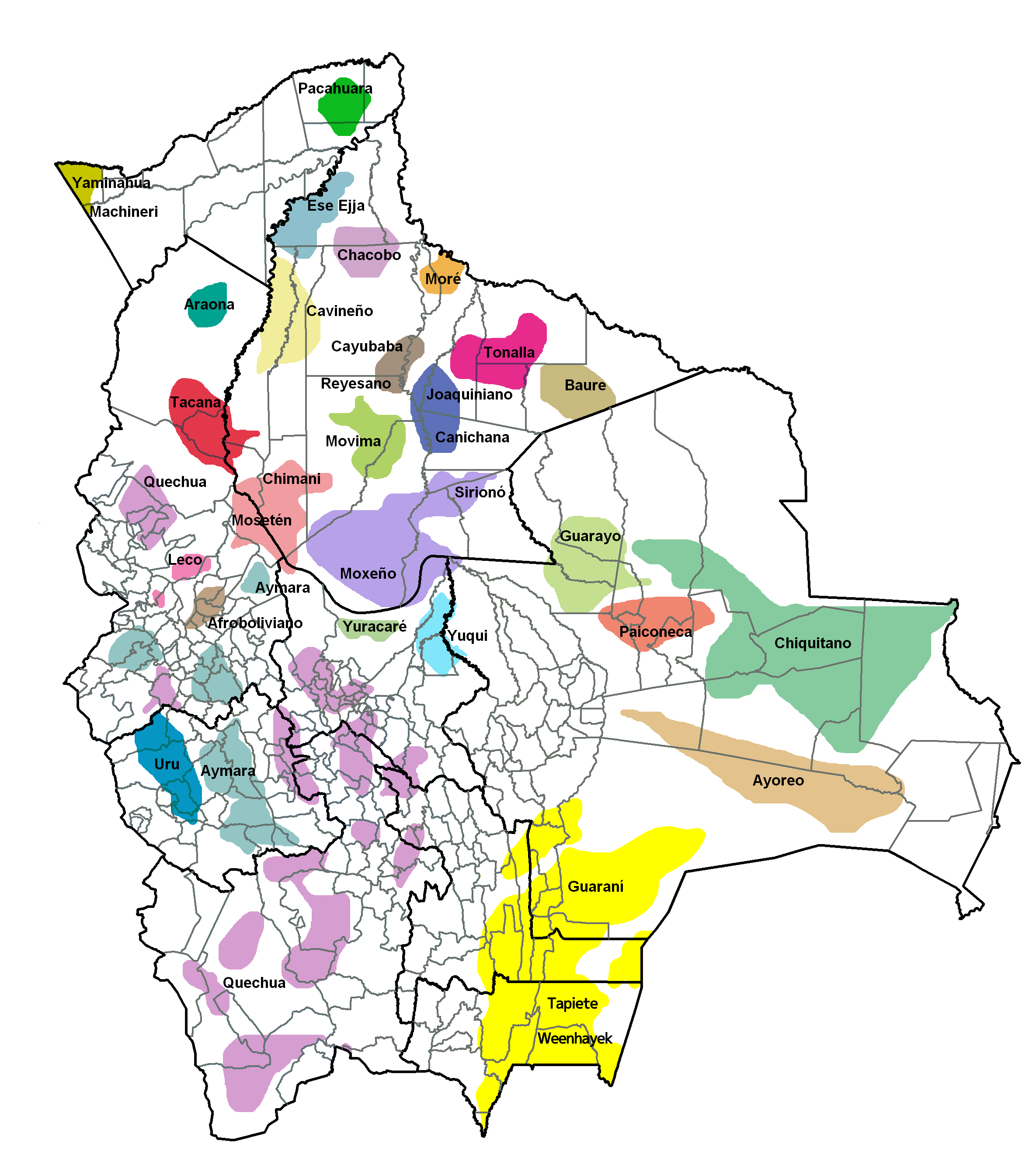
Mapa d'ubicació dels Pobles originaris de Bolívia

Suárez (1977) va suggerir que podia existir una relació entre el yuracaré, les llengües mosetenas, les llengües pano-tacanes, les llengües arawak i les llengües chon. La seva hipòtesi macro-panoana és essencialment idèntica excepte pel fet que s'exclou algunes llengües arahuacanes (Suárez 1969).
La proposta de Greenberg (1987), inclou el yuracaré dins de les llengües equatorials, no obstant això, aquesta classificació es basa en dades molt pobres i la majoria dels especialistes la consideren inconcluyent i altament especulativa.

### Fonologia
L'inventari consonàntic del yuracaré és:
| labial          | alveolar | post-alveol. | retro-fleja | vetllar | glotal |
| --------------- | -------- | ------------ | ----------- | ------- | ------ |
| oclusiva sorda  | p.॥॥     | t            | k           | ʔ       |        |
| oclusiva sonora | d        | d            | g           |         |        |
| africada        | ʧ        |              |             |         |        |
| fricativa       | ʃ        | ʂ            | (x)         |         |        |
| nasal           | m        | n            | ɲ           |         |        |
| sonorante       | w        | ɾ, l         | j           |         |        |

El yurakaré presenta, a més, el següent sistema de fonemes vocàlics:
| Anteriors | Centrals | Posteriors |   |
| --------- | -------- | ---------- | - |
| Tancades  | i        | ɨ          | o |
| Mitjanes  | o        |            |   |
| Obertes   | æ        | a          |   |

### Lèxic i classes de paraules
Segons van Gijn (2012), en el yurakaré es distingeixen les següents classes de paraules: substantius, p. ex. shunñe 'home', adjectius, p. ex. matat 'gran', verbs, p. ex. bëjta ‘veure’, adverbis, p. ex. tishilë 'ara', interjeccions, p. ex. sëlu ‘cura’, ideófonos i partícules enclítiques. Morfològicament, els substantius poden portar marcadors de possessió, nombre, enclítics posposicionals, i alguns marcadors derivacionals; a més, poden ser usats com a verbs. Els verbs són associats, morfològicament, amb les categories de temps, aspecte, modalitat, i també amb marcadors de subjecte i objecte diferents. Quant als ideófonos, es distingeixen dos usos: un en el qual el ideófono veritablement modifica el contingut semàntic del verb, com s'aprecia en (1a), i un altre en el qual no modifica el contingut, sinó que afegeix un valor descriptiu, com s'observa en (1b):
| (1a)                                             | peruk     | dolenta-ø | pojore |
| IDEO                                             | anar.SG-3 | canoa     |        |
| ‘La canoa es va bolcar (peruk)’ (van Gijn, 2012) |           |           |        |

| (1b)                                         | rü         | chitta-ø    | a-lewle |
| IDEO                                         | botar.SG-3 | el seu-plat |         |
| ‘Rü! Va botar el seu plat.’ (van Gijn, 2012) |            |             |         |

### Morfologia
Quant als trets morfològics del yurakaré, es pot assenyalar el següent (van Gijn, 2012):
- Pel que fa a la frase nominal, es distingeixen els següents elements: substantius, pronoms, modificadors, partícules enclítiques i frases relatives. Els substantius poden rebre marques de possessió, que consisteixen en prefixos personals que indiquen una cosa posseïda, com p. ex. tu-mümta ‘el meu arc’. No obstant això, no tots els substantius poden portar prefixos possessius. S'exclouen els substantius que es refereixen a humans (excepte aquells que al·ludeixen a relacions de parentiu) i animals grossos. Existeixen, a més, altres morfemes que canvien el significat del substantiu, tals com el diminutivo -nñu en ëshshë-nñu [pedra-DIM] 'piedrecita'. Quant als pronoms, s'observen tres tipus: personals (sëë 'jo', mëë 'vós', tuwa 'nosaltres/as', paa 'vostès'), demostratius (an(a) ‘est/a’, at(i) ‘aquest/a’ i na(a) ‘allò/a’), i interrogatius (estima ‘quin', tëtë ‘quins', i ëshë ‘per què’). Quant als modificadors del substantiu, s'observen dos tipus: els adjectius i els quantificadors. Els adjectius poden presentar certs marcadors, tals com el sufix -uma ‘distributiu’, que indica que una pluralitat de coses ha de ser considerada cadascuna per si mateixa, com s'observa en (2a), i el sufix -ima ‘col·lectiu’, que indica que s'ha de considerar tota la pluralitat com un conjunt, com en (2b). Quant als numerals, s'observen en l'actualitat solament quatre numerals pròpiament yurakarés: lëtta (u), lëshie (dos), liwi (tres) i lëpsha (quatre).

| (2a)                                                                    | matat-uma | palanta=w |
| gran-DST                                                                | plàtan=Pl |           |
| ‘plàtans grans (o sigui la planta, o sigui la fruita)’ (van Gijn, 2012) |           |           |

| (2b)                                         | matat-ima | palanta=w |
| gran-COL                                     | plàtan=Pl |           |
| ‘un carràs gran de plàtans' (van Gijn, 2012) |           |           |

- El yurakaré presenta un conjunt d'enclítics nominals, a saber: l'enclític de pluralitat =w, com en shunñe=w ‘homes', i els elements enclítics (o posposicions) que indiquen la relació entre la frase nominal i el verb, tals com: el comitativo =tina en a-ye=tina [la seva-germana=COM] 'amb la seva germana', i l'instrumental =l'en katcha=la [destral=INS] 'amb un destral'.
- Quant a la morfologia verbal, un verb en yurakaré consisteix en una arrel, que normalment es combina amb prefixos i/o sufixos, que marquen persona, de subjecte i objecte, i altres categories, tals com el temps, aspecte i modalitat. Quant als marcadors de persona, es distingeixen sis marcadors personals del subjecte, com s'observa en (3), i sis marcadors personals d'objecte, com s'observa en (4). Es distingeixen, a més, altres marcadors d'objecte, tals com els marcadors d'objecte malefactivo, objecte benefactivo, objecte de finalitat, entre d'altres.

| (3)           | ateshe-i                                 | ‘Estic dormint.’ |
| ateshe-m      | ‘Estàs dormint.’                         |                  |
| ateshe-ø      | ‘Està dormint.’                          |                  |
| ateshe-el teu | ‘Estem dormint.’                         |                  |
| ateshe-p.॥॥   | ‘Estan dormint (Vostès).’                |                  |
| ateshe-w      | ‘Estan dormint (ells).’ (van Gijn, 2012) |                  |

| (4)          | tu-babau                         | ‘Em va pegar.’ |
| el meu-babau | ‘Et va pegar.’                   |                |
| (ca-)babau   | ‘Ho va pegar.’                   |                |
| ta-babau     | ‘Ens va pegar.’                  |                |
| pa-babau     | ‘Els va pegar.’                  |                |
| dt.-babau    | ‘Els va pegar.’ (van Gijn, 2012) |                |

- En yurakaré, l'única distinció temporal gramaticalitzada que existeix és entre el futur i el no futur. El futur s'indica amb el marcador -shta, com s'observa en (5). Quant a l'aspecte, aquest es marca tant amb prefixos com amb sufixos en el verb. El prefix a- indica, per exemple, una acció no acabada o en progressió, com s'observa en (6), mentre que el sufix -jti indica una acció habitualment practicada per una persona o un grup de persones, com s'observa en (7).

| (5)                                       | tishilë                      | el meu-la-babau-shta-la teva |
| ara                                       | 2SG-MAL-pegar;matar-FUT-1Pl. |                              |
| ‘Ara t'ho anem a matar.’ (van Gijn, 2012) |                              |                              |

| (6)                                                                   | a-ense-ø=w=ja      | a-shilla-ø=w=ja | na    | wenche=w |
| PRG-prendre-3=PL=TU                                                   | PRG-ballar-3=PL-NE | el              | anta= |          |
| ‘Mentre estaven prenent, estaven ballant els antas.’ (van Gijn, 2012) |                    |                 |       |          |

| (7)                                                                               | latijsha | ati | lëtta | yee             | chërë-jti-ø=ja | na         | ulë |
| després                                                                           | aquest   | un  | dona  | gratar-HAB-3=NE | el             | guayabochi |     |
| ‘Després, hi havia una dona que solia gratar aquest guayabochi.’ (van Gijn, 2012) |          |     |       |                 |                |            |     |

- En yurakaré, es distingeixen diferents tipus de marcadors de modalitat, com aquells que tenen a veure amb realització d'un esdeveniment, com p. ex. l'intencional -ni en (8), i aquells que tenen a veure amb la manera en què el parlant arriba a les seves conclusions, com p. ex. el marcador =tiba en (9), que indica una inferència sobre la base d'un raonament.

| (8)                                     | dula-n-la teva | ta-pojore |
| fer-INT-1Pl.                            | nostre-canoa   |           |
| ‘Fem la nostra canoa.’ (van Gijn, 2012) |                |           |

| (9)                                                                                 | a-wështi-ø=tiba=la=ye |
| la seva-gana-3=VLR=CMS=AMB.F                                                        |                       |
| ‘Ha d'haver tingut gana (perquè estava menjant fruites de micos).’ (van Gijn, 2012) |                       |

### Sintaxi
Quant a la sintaxi del yurakaré, es pot assenyalar el següent (van Gijn, 2012):
- Van Gijn (2012) proposa el següent esquema, en (10), per explicar l'estructura de la clàusula en yurakaré. Com es pot observar, hi ha dues posicions abans del nucli, una per a adverbis, una altra per a un participant, en aquest cas sëë. Després del nucli, hi ha diverses posicions per a altres paraules, com a més participants, i també adverbis.

| (10) | (Adv) | (X)               | (Nucli)           | (Uns altres) |
| shëy | sëë   | nish mabëjti      | na shunñe matataw |              |
| ahir | jo    | no els vaig veure | els homes grans   |              |

- Dins de la frase nominal, l'ordre de paraules és menys flexible. El substantiu principal és en general l'última paraula de la frase nominal. Solament els adjectius i els elements que indiquen el posesor poden seguir al substantiu principal, així com les frases relatives. Els demostratius (en funció de modificador), quantificadors i numerals sempre precedeixen al substantiu. És possible, també, treure un element modificador (adjectius o quantificadors) de la frase nominal, i col·locar-ho en posició prenuclear en la clàusula, com s'observa en (11):

| (11)                               | lëshie         | dt.-bëjta-i | shunñe=w |
| dos                                | 3PL-veure-1SG. | home=Pl     |          |
| ‘Veig dos homes.’ (van Gijn, 2012) |                |             |          |

- Quant a la combinació de clàusules, això es pot realitzar per simple juxtaposició, com en (12), però també mitjançant estratègies més complicades, com p. ex. a través de l'ús de marcadors com =ja o =tu, com s'observa en (13) i (14). La diferència entre verbs dependents marcats per =ja i =tu consisteix que =ja indica que el tema de l'esdeveniment marcat pel verb depenent és idèntic al del verb principal, mentre que =tu indica que és diferent.

| (12)                                              | abayla~la-i     | ajanta~ta-i |
| ballar~DST-1SG.                                   | cantar~DST-1SG. |             |
| ‘Estic ballant i estic cantant.’ (van Gijn, 2012) |                 |             |

| (13)                                                      | ti-bëjta-ø=ja | dolenta-ø | samu |
| 1SG-veure-3=TI                                            | anar.SG-3     | jaguar    |      |
| ‘Quan em va veure el tigre, es va anar.’ (van Gijn, 2012) |               |           |      |

| (14)                                                          | sëë          | bëjta-i=tu        | ti-la-dolenta-ø | samu |
| jo                                                            | veure-1SG=TD | 1SG-MAL-anar.SG-3 | jaguar          |      |
| ‘Quan ho vaig veure, el tigre se'm va anar.’ (van Gijn, 2012) |              |                   |                 |      |